# اوليمبيا (لوحة)
أوليمبيا هي لوحة اكتملت عام 1863 بريشة الرسام الفرنسي ادوار مانيه. هذا العمل ينتمي لمدرسة الواقعية تم عرضه في متحف اورساى في باريس. تسببت هذه اللوحة في ذلك الوقت في جدل واسع عند عرضها للأول مرة في صالون باريس  عام 1865 لأن العمل صور امرأة عارية ذات بشرة بيضاء وهي مستلقية على الفراش وتحيطها الوسائد، وترافقها خادمة سوداء تحمل باقة من الزهور ومعها قطة سوداء. مانيه رسم امرأة حقيقية لم توضح أي إشارة لانعكاس الصورة الكلاسيكية. ناقدي ومشاهدي تلك الفترة أعجبوا كثيرا عندما تقابلت امرأة الحياة التي تناولت بدلا من الألهة مع اللوحة ذات الألوان الغامقة والتي تحتوى على خطوط عريضة قطعية واختلافات. نظرة أوليمبيا للمشاهدين دون خجل لفتت الانتباه لمداعبة البشرة الشاحبة وانعكاس الضوء على الملحف الناعم الذي تستلقى عليه. يوجد85 مقالة مكتوبة تتعلق بصالون تاريخى في تلك الفترة والتي تدور حول الشابات والسيدات الحوامل والتي تتعلق بوقفات بعيدة. أثناء عرض اللوحة كان يستعان بالحرس ضد احتمالية الهجمات إلى أن تنقل لوحة مانيه إلى غرفة أخرى.
و
الأسماء مثل شارلز بودلير و إيميل زويلا وكلود مونيه تم الدفاع عنهم ضد الانتقادات الموجهة. كانت فيكتورين مورينت أفضل نموذج لمانيه. في القرنين السادس عشر والسابع عشر كانت اليونان وروما مشهورتان بلوحات السيدات العارية مع كشف التماثيل. تأثر مانيه في مقالته اوليمبيا بزهرة أوريبون ل تيتان لذى يعد واحدا من رواد الفن في هذه الفترة. وعلاوة على ذلك كانت الخمرية العارية لفرانسيسكو جويا والزهرة النائمة لجورجونيه مصدر الإلهام للفنان الآخر. على الرغم من التسليمات لهذا التاريخ فكان يوجد ثورة على امرأة مانيه. وأفسد الرسام الصورة للسيدة المثالية في الأعمال الشعبية.
أوليمبيا التي كانت مصدرا للإلهام والتي تأثرت برسامين مثل بابلو بيكاسو و إرنست لودفيغ كيرشنر و بول غوغا و لارى ريفرز تعتبر أول عمل فنى يكون ذات طليعة عارية. وتم قبول اللوحتى (لوحة الغداء في الحقل وواحد في فوليس برجر)كرمزا لحداثتنا.

## اللوحة

### المعلومة العامة
.

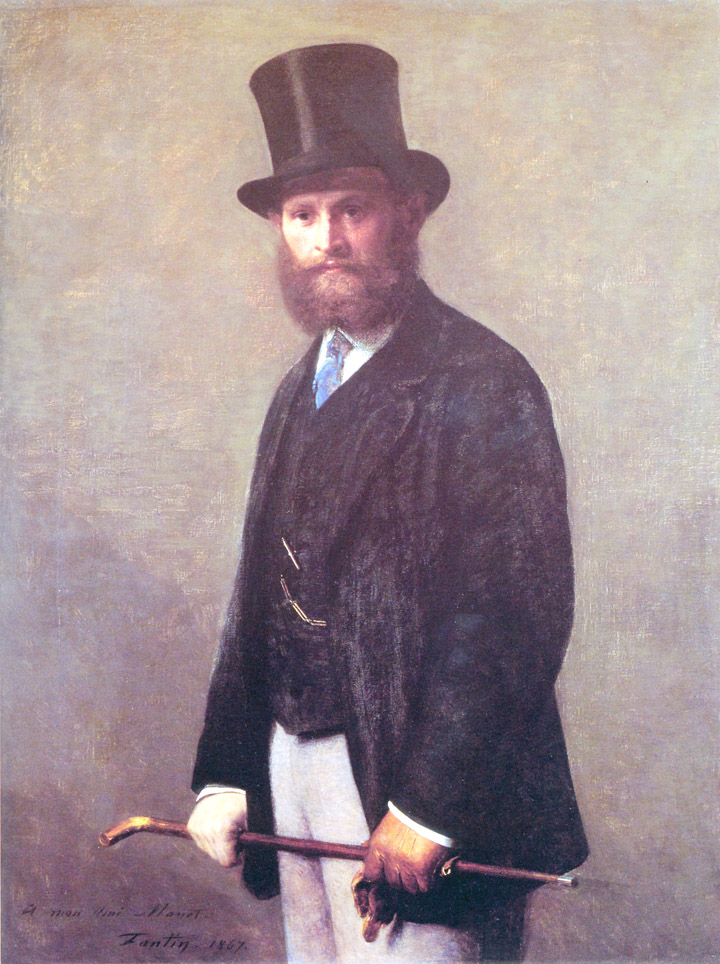
هذه لوحة تخص (هنرى فانتين لاتور) رسمها إدوارد مانت الذي أثر تأثيرا كبيرا في جمهوره [http://بأعماله بأعماله

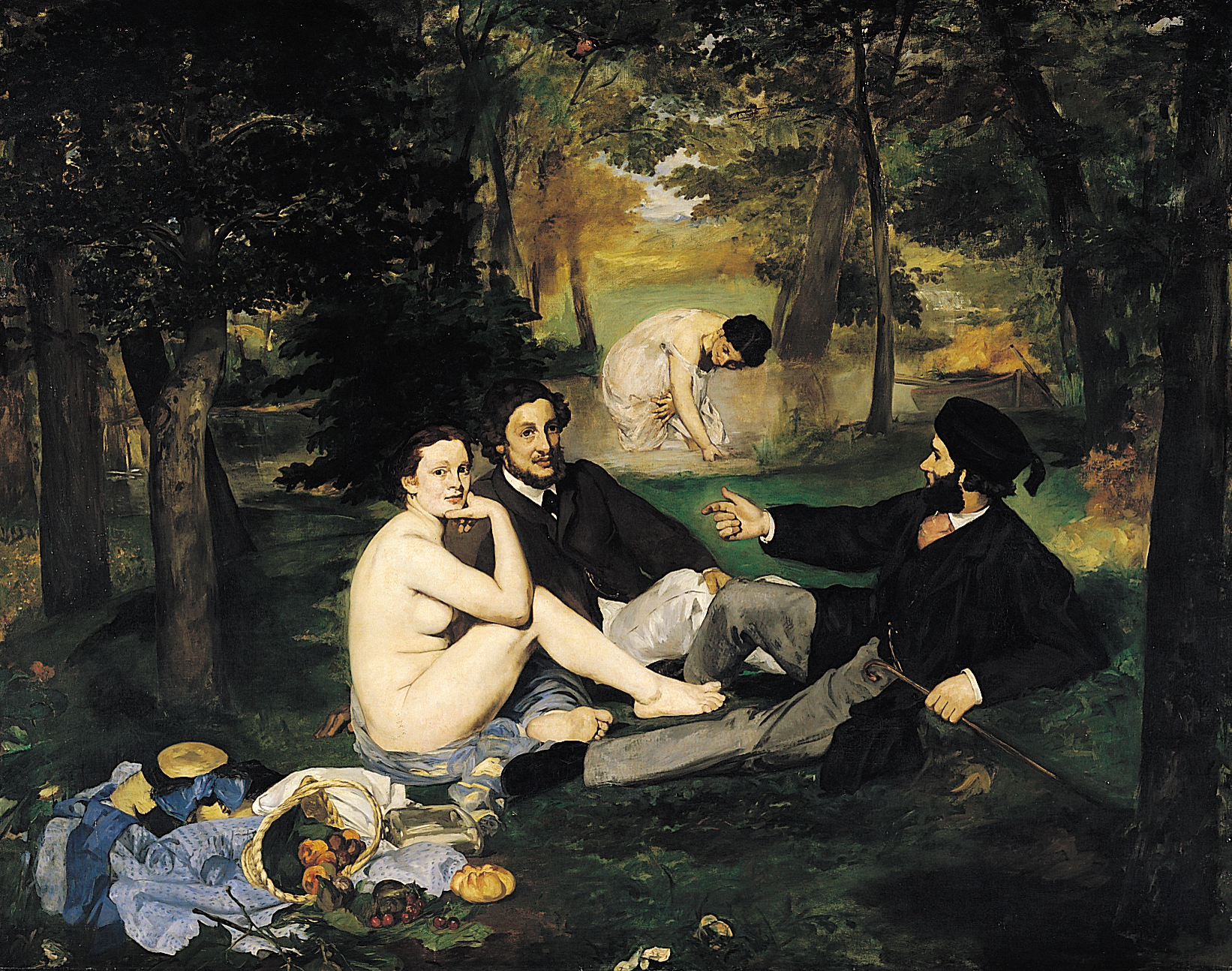
لوحة (طعام الغذاء في الحقل) تم رسمها في عام 1863 مثل لوحة أوليمبيا.وكانت فيكتورين مورينت هي العارية في اللوحة.وهذا العمل لم يتم قبوله في صالون باريس على الرغم من أنه تم رسمه كأنه يظهر الاحترام لصورة للتراث القديم

في عام 1860 فإن الموضوع الذي يتعلق بمانت كان من روائع للأساتذة القدامى. طبقا لما فهمه عام 1890 كلا من الرسام صديق الطفولة وأنتونين بروست الذي سيكتب سيرته الذاتية، بعد ذلك كلاهما ذهبا إلى الأرجنتين يوم الثلاثاء وجلسا على حافة نهر السين وكانا يشاهدا أفكارهما النقية البيضاء. قال مانت ذات يوم، لا أريد أن أرسم امرأة عارية مثل التي رأيتها ولكن سأرسم واحدة جذابة. قبل ذلك رسم مانت لوحة الغذاء في الحقل وبعد ذلك أوليمبيا وعندما صممت اللوحة الأولى فعاد من فلورنسا وعندما ذهب مباشرة إلى فينيسيا فإن الآخر جاء إلى فينسيا وكان قد ذهب مباشرة إلى فلورونسا.
في القرن التاسع عشر في باريس كانت تعاش ثورة جنسية مع صعود البرجوازية. عرض مانت المفهوم الواقعي الحديث لرسم الجسد الذي من الممكن أن يستهلك في فاحشة العصر وذلك بدلا من الخيال المثالي للزهرة العارية. نظرة النموذج تكون حقيقية بمقدار ما تنقل الاشتباه للجمال والجسم والوضع. اللوحة التي تم عرضها في متحف باريس كانت سببا في الفضيحة الكبرى. واللوحات التي كانت توصف بالسرية مثل نمفلرين و ساتيرليرن و غريب وضعت المشاهدين الذين واجهوا بكل شجاعة عراء الأوليمبيا في وضع حرج وذلك عندما لم يأتي إلى العقل أي مشكلة متعلقة بالأخلاق. مانت وراء هذه الفضيحة مات قائدا
.كانت فيكتورين مورينت النموذج المفضل لمانت للعراء في أوليمبيا. الرسام في هذه اللوحة لم يستكمل مورينت بشكل نحيف.وقال بودلير فيما يتعلق بهذا الموضوع هذا يكون دقة واضحة وتم فعلها بشكل جذاب وهذه الدقة وعلى الرغم من كونها أكثر بساطة فتكون أكثر وقاحة. كانت تعرف مارجريت بلانجر بأنها اخذت نفسها كنموذج لسيدات الحياة في باريس في اعوام 1860. وكانت بلانجر سيدة رقيقة للغاية وذلك باعتبار القياسات.

### محتوي اللوحة
في وسط اللوحة يوجد سيدة بيضاء اللون، عارية ومستلقية على الفراش. وقد شوهد على الملاحف البيضاء الرقيقة أنماط مزينة بالزهور، وغطاء السرير لونه ذهبي. في الجزء الخارجى للنموذج حائط مطلى بالورق وكان يوجد مقصورة. وفي هذا القسم وعلى الخلفية السوداء الأزهار تجذب الانتباه. وأما الستارة الخضراء تقف كأنها معلقة.
وكان يوجد زهرة حمراء معلقة على شعر المرأة. ويوجد شريطة من القماش سوداء في الرقبة وأقراط أنيقة أيضا وأسورة من الذهب السميك معلق فيها قلادة. يقول بعض الكتاب أن الوردة التي تكون معلقة على الرأس هي نوع من السحلبية ولكنها في الأصل عنبر. لون شعر فيكتورين مورنيت أحمر لكنه وصف بأنه أسود اللون في اللوحة.
الخادمة السوداء كانت ترتدي هندام أبيض لونه قريب من اللون الوردي. وتقف خلف المرأة وفي يديها باقة من الزهور. باقة الزهور فيها ورود بيضاء وحمراء وزرقاء. والقرط الذي يكون في أذن الخادمة السوداء يكون نفس لون الزهور التي في الباقة ونفس لون الورود التي على رأس المرأة «النموذج».الخادمة تنظر إلى المرأة البيضاء.وتقف القطة السوداء على امتداد ساقي المرأة «النموذج».

### التقنية

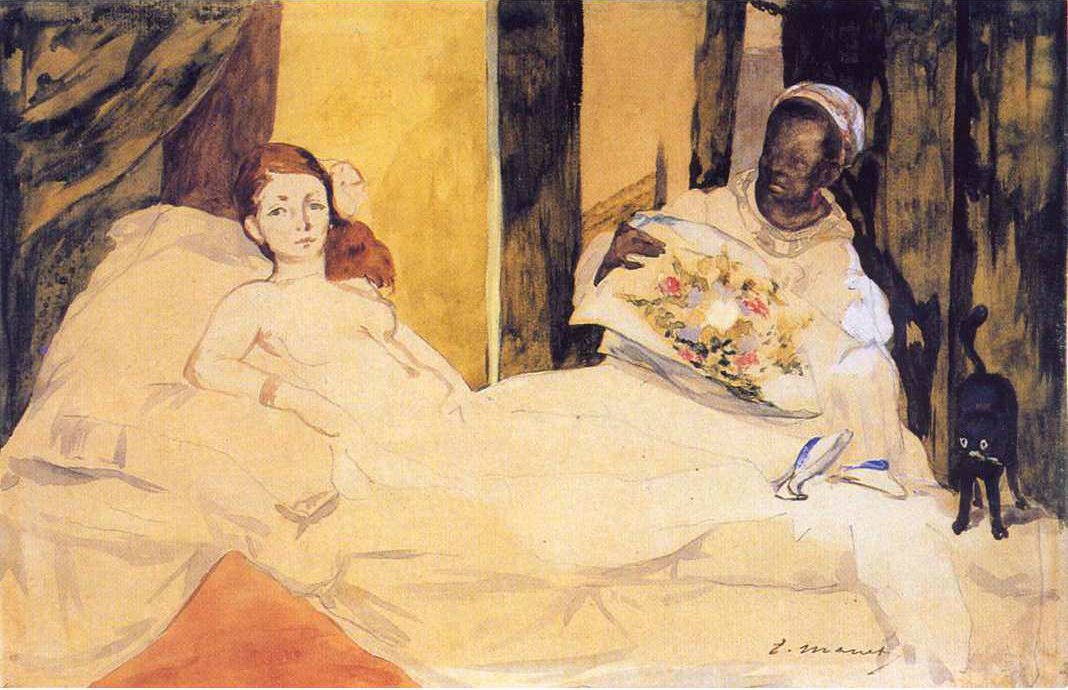
هذه اللوحة التي تكون بالألوان المائية والتي رسمها مانت من أجل الإعداد للوحة أوليمبيا تحتل مكانة في التجميع

عندما ننظر إلى اللوحة الأولى يظهر لونين فقط. أما درجات الألوان الفاتحة والغامقة يبدو أنهما متداخلين مع بعضهما البعض. الرسام راسما المرأة ذات بشرة فاتحة وهي مستلقية على السرير على الملاحف البيضاء أظهر بقعة شاحبة اللون كبيرة على الفراش. أما التفصيل الذي في الأرقام فكان تائها. شفاة النموذج كانت عبارة عن خطين ورديين، أما عيناها تتشكل مع عدد قليل من ضربات الشفاة السوداء. عندما نفحص نرى أن كل شيء يبدو بسيطا. فجمال باقة الورد عندما ننظر لها تلفت الانتباه. وكان يتم تمييز الملامح البسيطة والنظرة التي تكون على وجه المرأة. نجح مانت في رسم لوحة تشبه الطبيعة مستخدما الضوء في المجال الواسع. بسبب استخدام مانت للقطة والخادمة السوداء فشعر بالاحتياج لهذا اللون. أوضح مانت العراء في لوحة أوليمبيا بشكل أوضح على الخلفية الداكنة. الفكرة الأولى للرسام من أجل الوصول إلى التباين النغمي في لوحة أوليمبيا أنه وضع الخادمة الإثيوبية الصغيرة بجانب المرأة.
في لوحة أوليمبيا مثلما هو موجود في لوحة طعام الغذاء في الحقل، كانت التماثيل و الطبيعة جنبا إلى جنب. تم التركيز على باقة الورود في لوحة الفنان بول سيزان. الرسام في وسط اللوحة كان يرجح أن يتم النظر إلى خارج اللوحة وأيضا أن يرسم أمام تماثيله. وعلاوة على ذلك فقد عادت كل تماثيله وبإفادة أخرى فكان يرسم عندما كان ينظر إلى أعين مشاهديه. وفي هذه اللوحة يقول مانت لمشاهدي أوليمبيا «أنا أنظر لكم عندما كانت تنظر إلي». من أجل زائري الصالون عام 1865 فقد اعتاد على هذه الأوهام ذات البعد الثلاثي وهذا يكون موقف ثقيل جدا. ما فيما يتعلق بعمل جوستاف كوربيه الذي يكون ذات بعد ثنائي قفد قال تعليقا "أخذت شدة من الورق والآن خرحت فتاة من البانيو حتى الآن مثل ملكة البستوني ". تخمين مانت كان في الإتجاه الذي سيتم فهمه وكان أفضل في الفترات الأولى للأعماله.وطبقا لنا قإن الأعمال المرئية لهم والتي ستعيش لقرون بعد ذلك فإنها ستكون أكثر تطورا.ووضحت الأفكار في هذا الموضوع قائلة «سيكونوا أفضل منا».
اللوحة التي رسمها مانت في أوائل عام 1860 معظمها كان ذات بعد حقيقي. وبعد لوحة أوليمبيا كان أصغر من لوحة طعام الغذاء في الحقل.ولكن النموذج «فيكتورين مورينت» لو كانت أقصر من61، 1 متر أو 58, 1متر من الممكن أن تكون ذات بعد حقيقي في هذا العمل.

### أيقونة صناعة التماثيل

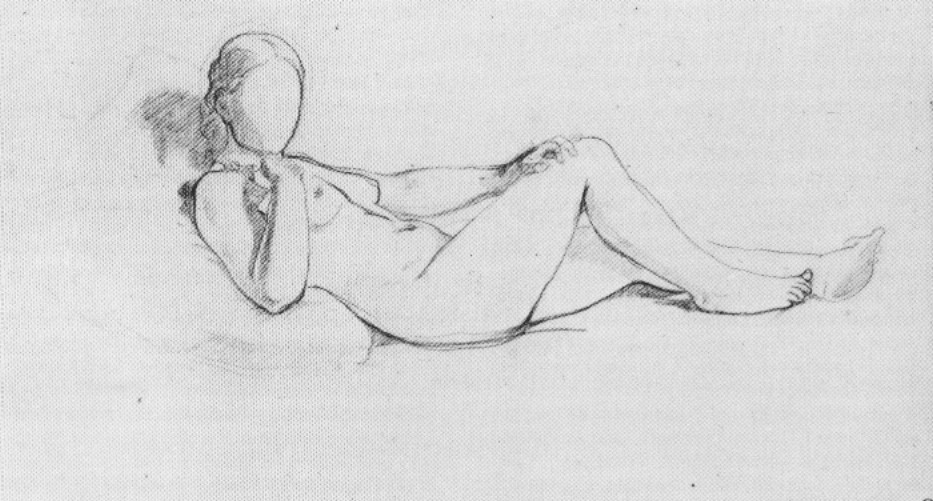
هذا نموذج من الرسومات من أجل الإستعداد للوحة أوليمبيا التي رسمها مانت

جاء مانت ضد البناء التقليدي للفن لدى الرسام غير مسندا شخصيات مثل جنية الغابة و عاشقة المرأة التي تكون في اللوحة. في العمل لم يتم استكمال سيدة الشارع الحديثة في العالم التجاري الذي يكون ذات أهمية. كان يتم رؤية الفرق بين العراء للسيدة الحقيقية والطبيعة والتي لا تحتوي على أي نمط للإسطورة .كان يوجد تحدى في وجهات نظر السيدات ويقول مانت «كان من الممكن أن تشتروا بقدر ما تقدموا ولكن أنا فقط إذا وافقت على البيع وذلك بسبب لأن أنا أكون صاحب نفسي». الثراء الفاحش الذي يبدو في صورة الفراش، والخادمة التي ترتدي هندام أنيق، وباقة الورد التي يكون مبالغ فيها كل هذا يعطى تلميح فيما يتعلق بمكانة المرأة في المجتمع
.أوليمبيا كان يخصها الخادمة والقطة، ولم تفعل الفاحشة في الشوارع. لم يكن بيت الدعارة ملكا للخادمة وكذلك الإكسسوارات ويكون تابعا لبيت البرجوازى الفخيم.في القرن التاسع عشر البيوت التي كانت تفعل الزنى في باريس كان يتم فرشها مثل البيوت البرجوازية وذلك من أجل منح العاطفة والإحساس ورؤية الاحترام من الخارج، ولم يتقاسما المرأة والزبون هذا البيت وهذا البيت من الممكن أن يكون واحدا من هؤلاء. حجرة أوليمبيا مع الفاحشة لدى البرجوازية أصبح منتميا لدى الاسم المذموم لدى البيت
.عين النموذج التي تعقدها خارج اللوحة للمشاهدين تظل محدقة إليهم. العارية لم تكن تلك الخادمة، ولم تكن تنظر إلى الجمهور ولكنها تكن مثل حكاية اللوحة. نظرة القطة للخارج وإحضار الخادمة لباقة الورد جعل المشاهد يتأمل لمكانة الزبون. الخادم أحضر الأزهار مرة أخرى وينظر قائلا: أين أضعهم؟. المشاهد الذي كان على علم أنه لم يرسل الأزهار لنفسه صحوت مشاعره أثناء وجود مشاهد آخر في الوسط. والشخص المحب الآخر من الممكن أن يكون زبون أو معجب.في هذه الحالة كان يوجد أناس لن سيقولوا المواعيد الأصلية مثل«الجدة والأم والمخطوبة والزوجة».
سيتم قبول الأشعار في لوحة "" الأزهار الشريرة " والتي تكون تابعة لعمل رسام لوحة أوليمبيا "بودلير فارى ". يتم التركيز في أبيات شعر بودلير فارى على عين المرأة مثل التي يوضحها والتر بينيامين.العيون التي تنظر لنا مثل المرآة وتحتوي على فراغا وتبعد فراغا.وقطعيا ولهذا السبب هذه العيون لم تعرف شيئا عن المسافات الخارجية.وعندما تحيا هذه العيون فسوف يتم اصطيادها مثل الحيوان المفترس. قال "بودلير"إن أرسومات السيدات الذين يكونون من ذوي الطبقات العليا الحديثة يجب أن تكون كالممتلكات المقدسة وأن الاشياء المعروضة مثل الأشياء المادية تكون أصح. الشاعر كان يفكر في أن العاهرات والرسامين يكونوا قريبين جدا. ورؤية الرسام من الممكن أن يتم فهمها من الخارج بشكل حقيقي ولكنها لا يمكن أن تفيد الشخصية.أيدى أوليمبيا تجذب الانتباه ولكن تشبكها من جديد.الرسام يخرج الحقيقة ويبتعد عن المشاهد. ولهذه الأسباب يتم قبول لوحة أوليمبيا على أساس أنها الأنا المرادف لمانت. رؤية الشخصية نفسها في داخل الطفلة يكون بسبب استدعاء مانت للوحة ك "مانيت". وكون أن الأسورة التي تعلقها أوليمبيا تخص أم الرسام، ورسم لوحة لتجاعيد لحية الرسام نفسه كل هذا قد دعم هذه الاعتداءات.
.

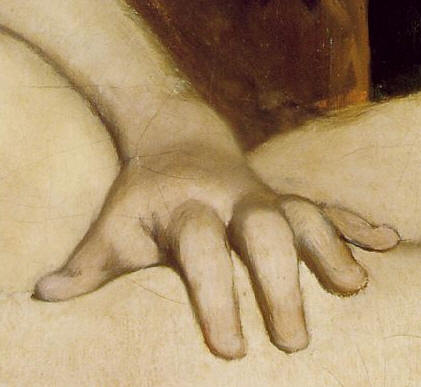
تفاصيل ليد أوليمبيا

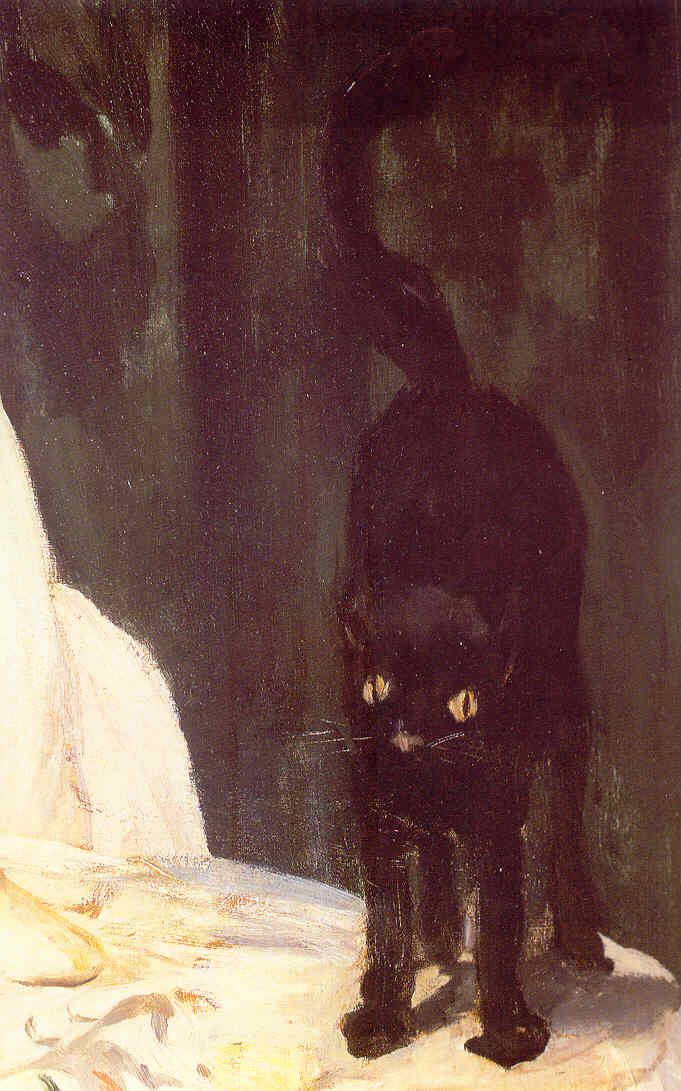
القطة التي تكون في وضع الدخول ، تنظر للأعين المشاهدين كما لو كانت النموذج

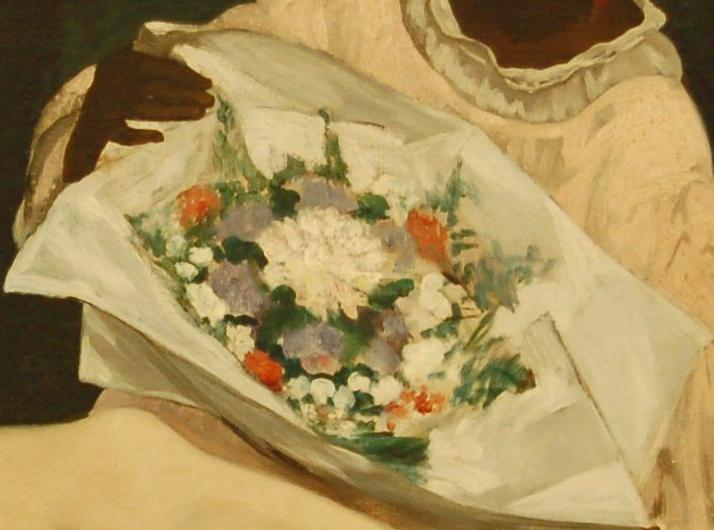
فن مانت يكون في أنقى حالاته طبقا ل [http://باول%20سيزان باول سيزان

الصورة الذهنية للسيدة السوداء التي تكون في شعر «بودلير فارى» يتم تمثيلها بمشاعر دخيلة. واحدة من الرسومات الثقافية في القرن التاسع عشر كانت توضح أن المرأة البيضاء مغرمة بالجنس أكثر من المرأة السوداء . ويتم رؤية التمثالين في اللوحة كأنهما ساقطين، وذلك بتأكيد وجود المرأة البيضاء في الطليعة . وكلاهما يشبهان السيدات الذين يكونوا ذات حالة اجتماعية دون المستوى .
وتم الإدعاء أن ما يتم رسمه يخاطب خيال الأولاد .ترجم «بودلير فارى» في عام 1857 القصة التي تحمل اسم القطة السوداء ل "ادغار الآن بو " إلى اللغة الفرنسية، ولو أن المعلومة قليلة جدا فيما يتعلق بعادات القراءة لدى مانت فقد فكر في أن أخو الرسام قد قرأ الترجمة . ولهذا السبب ما يتم التليمح به في القصة كان من الممكن ان يكون مرسوم «كهندام متغير لساحر».
إن القرية كانت أشهر الرسومات الأساسية في تلك الفترة . وسواء كان يرد أم لم يرد رسم الطبقة الفقيرة من الشعب كان يجب أن يضمن الرأس مالية . والأنوثة كانت موضوح حساس من أجل مجتمع البرجوازية .عندما تتداخل النقود مع الجنس فكان يثير الشعور القلق الذي يتعلق بالمنفعة في حياة الرأسمالية .أوليمبيا ستحيا التوتر الذي سيخلقه انقسام الطبقات وأيضا التوتر الذي سيخلقه الجنس إلى الحاجة إلى النقود . 9

### تسمية اللوحة

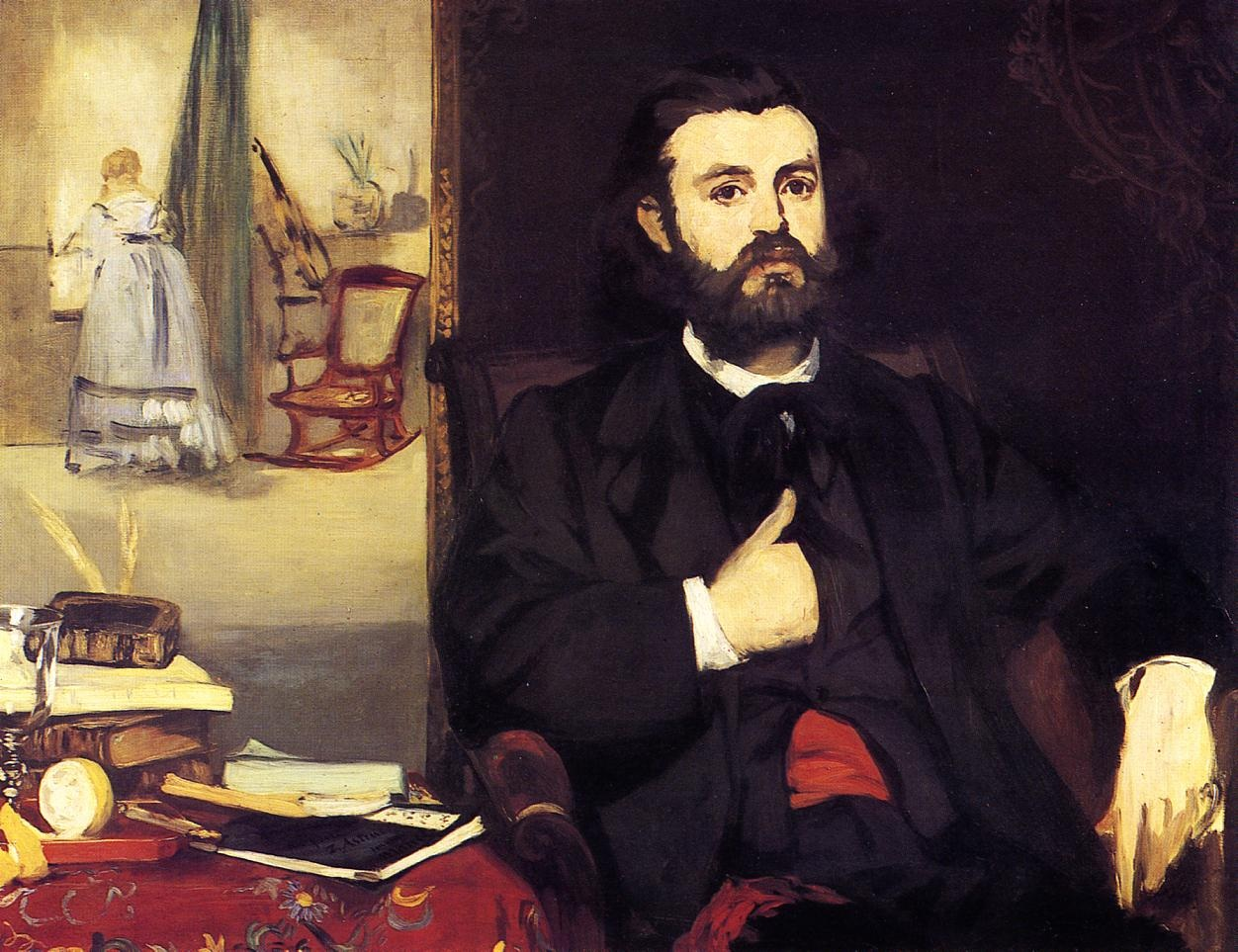
لقد تم تقديم شعر مكتوب في صالون باريس من قبل الناقد، الفنان والشاعر زاشارى استورك الذي يكون الاخ القريب لمانت

يتم الإستدلال بالإدعاءات المختلفة المتعلقة بأسباب عدم اطلاق اسم أوليمبيا على اللوحة .مانت الذي لم يطلق هذا الاسم على أي من أعماله حتى عام 1865 والذي كتب شعرا من أجل إثبات هذه اللوحة في كتالوج المعرض الذي يكون ملك للأخيه زاشارى استروك بعدما تم الموافقة على المعرض في باريس يقال إن بعد هذا الشعر أطلق هذا العمل على أوليمبيا. وفي الآونة الأخيرة أصبحت أوليمبيا واحدة من المدافعين، وتعرض استروك ولهذا السبب لكثير من الانتقادات. مانت الذي أطلق اسم أوليمبيا للأعماله والذي رسم هذه اللوحة مستوحاة من لوحة زهرة أوربينو ل تيتيان. قال بياتريس فارويل أنه استخدم في القرن التاسع عشر الاسم المستعار أوليمبا من أجل سيدات الحياة. في رواية %20دوماس ألكسندر دوماس والتي تكون باسم زواج أوليمبا فإنه تزوج من الأرستقراطية الشابة والتي أسست فخا للعاهرة المهذبة وذلك لخدمة الطبقات العليا.وأما في رواية سيدة الكاميليا ل جانا دوماس فكان يوجد عاهرة في اسم أوليمبيا. قدم مانت اسم أوليمبيا للوحة نيابة عن المرجع الأدبي وهذا هو الاحتمال. استرجع الرسام لوحة أوليمبيا في المسرحية التي تكون باسم حكايات من هوفمان والتي شاهدها في عام 1851، والقطة السوداء التي في اللوحة كان من الممكن أن ترسم كمرجع للقطة في المسرحية .
أما اوليمبيا التي كانت أكثر شيء يعرف في التاريخ تكون أوليمبيا ميدليشيني . ميداليشيني التي تكون معروفة بوضوح والأرملة أخت زوجة اينو كانديس من الممكن أن تجذب انتباه مانت. للأن الرسام أبدى إعجابه وديبجو فيلاسكيز رسم سيدة البورتريه أثناء زيارته إلى روما . وعلاوة على ذلك فإن ميداليشيني تعرض لهجوم من جديد عام 1862 .وهو كان بطل رواية لا دونا التي تكون الأشهر في تلك الفترة وبسبب رواية الرسام فكان يوجد احتمالية للتعرف على امرأة .

## الاصول

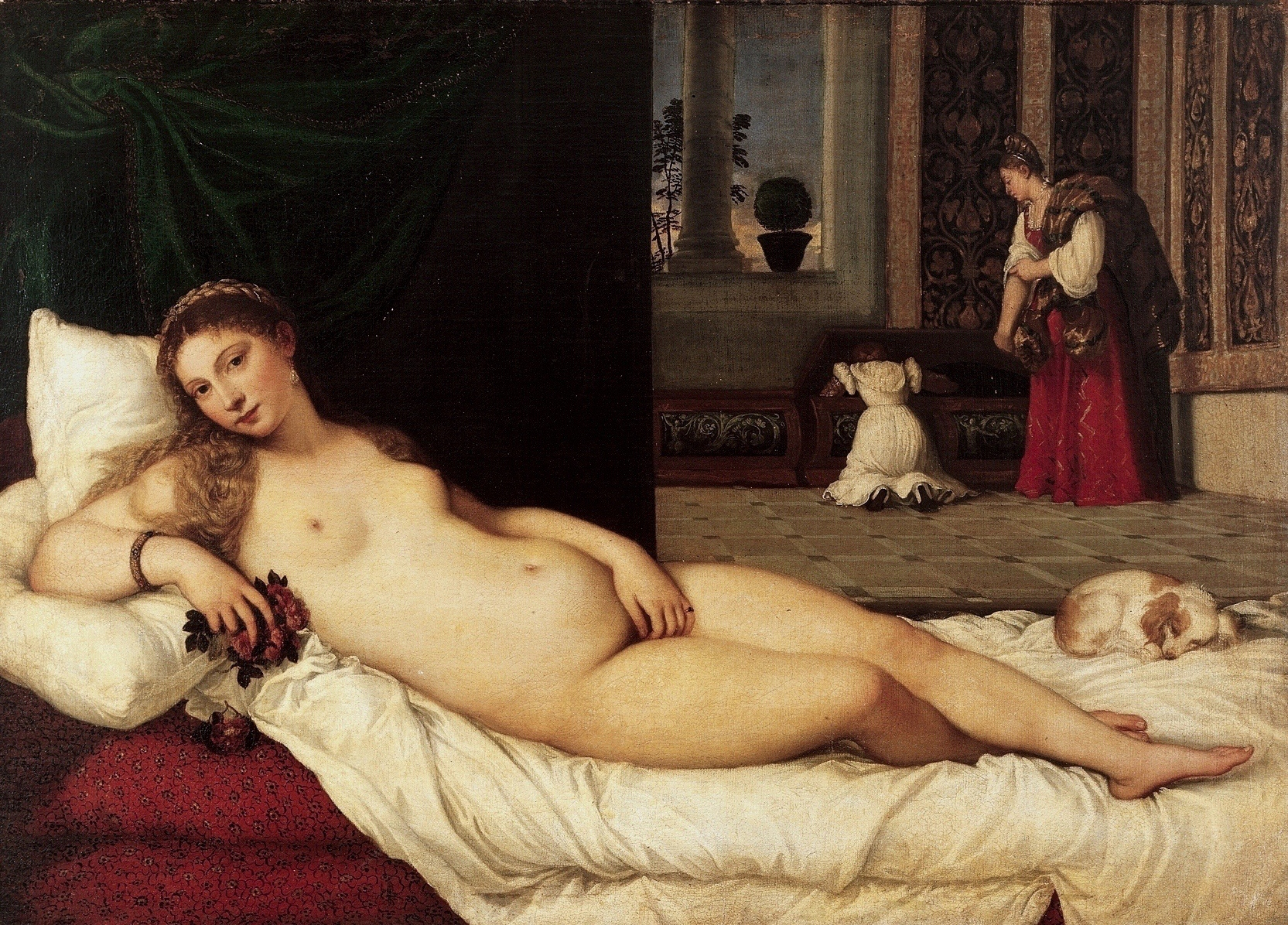
لوحة زهرة الاربينو والتي من أهم النماذج واللوحات الكلاسيكية لدى تيتان

في النصف الأول من القرن التاسع عشر في فرنسا كانت أعمال المدرسة الفرنسية مشهورة جدا واثرت في فنانى تلك المرحلة. يمكن رؤية العمل الذي يكون باسم l es romains de la decadence في أعمال مانت، وروائيين هذه الفترة المنهارة والذي سيتم قبولهم من ضمن الأثر الأهم مثل توماس كوتور معلم مانت . زار مانت إيطاليا عام 1856 وعرف ان الرسامين الكبار في عصر النهضة الأوربية نسخوا اللوحات . وبعدما عاد الفنان من إيطاليا رسم تشابهات كثيرة للوحات كلاسيكية في متحف اللوفر . ومانت في أعماله لم يهتم بتفاصيل أعماله الأدبية تمشيا مع نصائح كوتور. وبالإضافة إلى ذلك فكان يعيد التقنيات الفنية والبناء الخارجى .[66]ونسخ الرسام مقالة اوليمبيا في معرض اوفيزى اثناء تلك الأيام التي قضاها في فلورونسا ، وتم اخذها من اللوحة التي تكون باسم زهرة اوربينو والتي رسمت في عام 1538 من قبل تيتان. وجهة نظر مانت في السيدات النماذج التي تكون منسوخة في لوحة زهرة اوربينو بتاريخ 1856 فقد استرجعت دور اوليمبيا التي تحتل مكانة في بورتريه ايميل زويلا . وقد تم الإشهار بكل النسخ التي تكون من لوحة زهرة اوربينو والتي تم رسمها من قبل الرسام وعلى رأسها انجرز، فرانز فون، لان باش ، ويليام ايتى، وكل النسخ الخارجية تكون مناسبة لمانت في الأصل 
الهة العشق الكلاسيكية في لوحة زهرة الاربينو تنظر إلى المتفرجين وهي مستلقية على سرير ذات ملحف ابيض اللون وعلى امتداد ساقيها كلب صغير وفي يديها باقة من الورورد .وفي الخلفية يوجد خادمتان يضعوا الملابس في الصندوق وينظرا إلى خارج النافذة .الكلب المخلص الذي يكون مسلتقى على امتداد ساقيها يكون شبه الأشجار التي يتم النظر اليها من النافذة من حيث الاستقامة. اما مانت فرجح عدم استكمال اللوحة في مكان داخلى مغلق، واغلق النوافذ بحزم مثلما كان سيخفى شئ. بدلا من الكلب المستلقى على امتداد ساق المرأة استقر بدلا منه القطة السوداء ذات عيون لامعة .يعتقد ان القطة ستفيد المشاعر المعقدة في اللوحة إذا جاء معنى الفاحشة. واما الخادمة التي احضرت الزهور كانت تمثل علاقة ممنوعة ليس غرضها الزواج .

## معرض صور

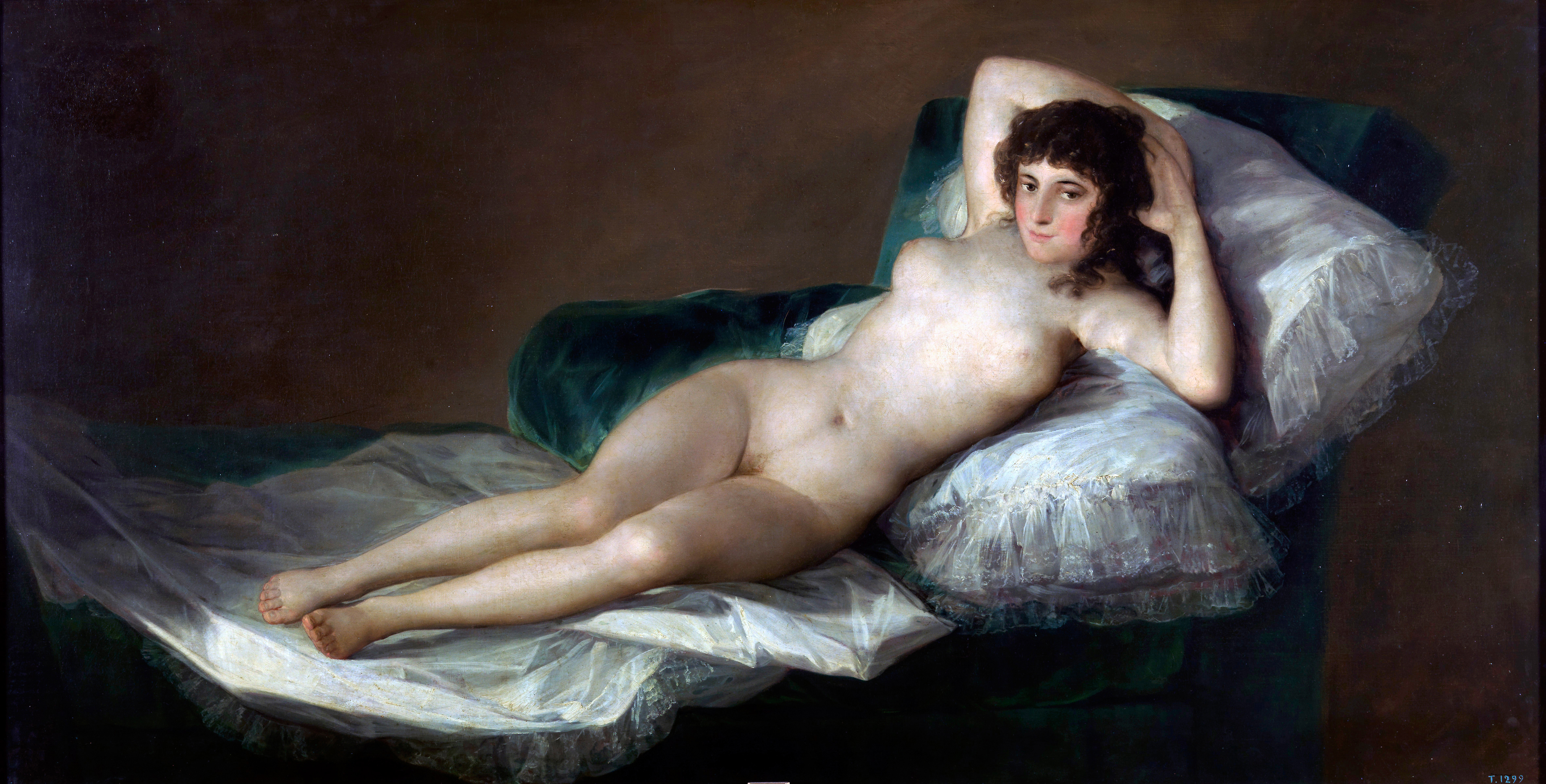
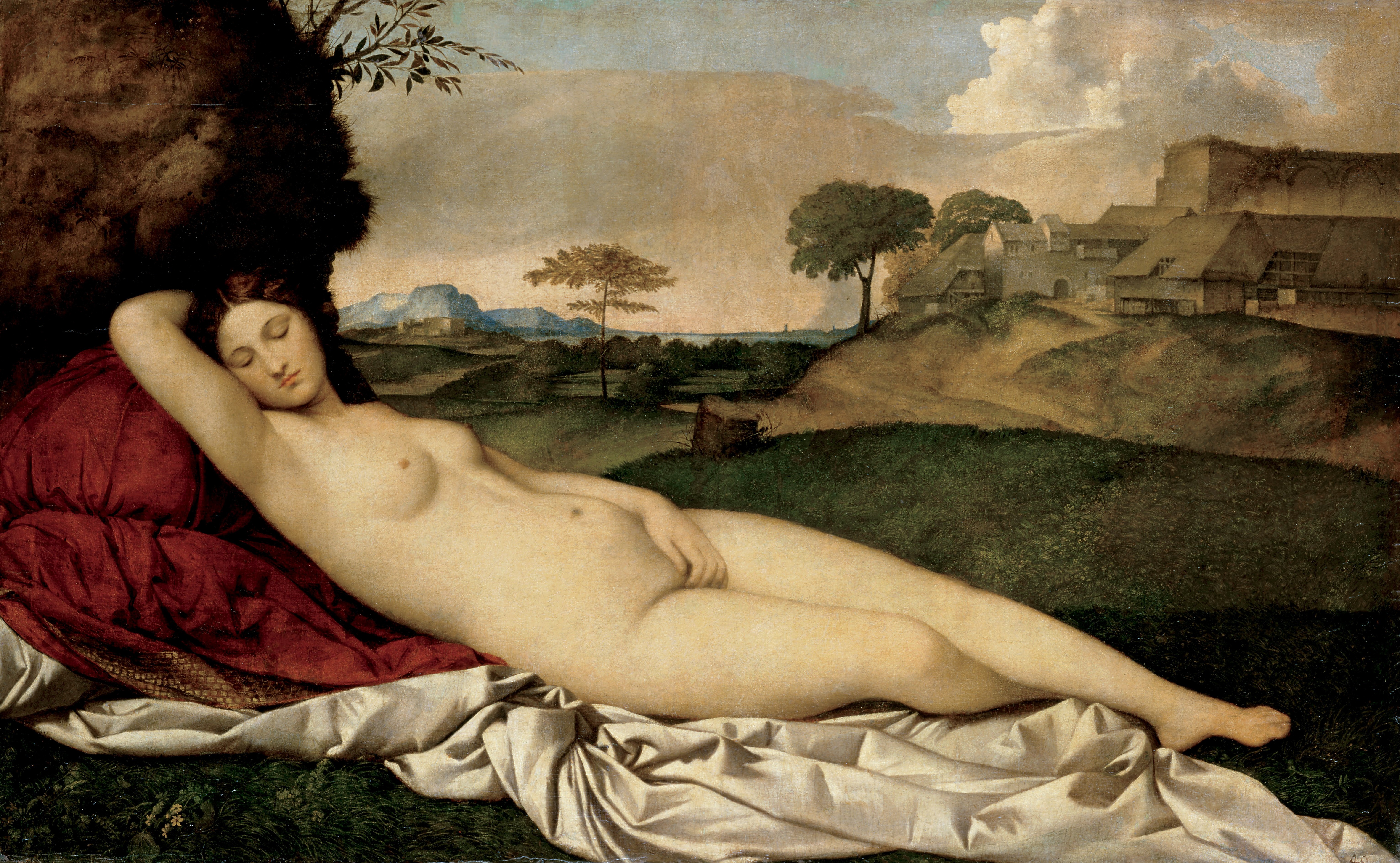
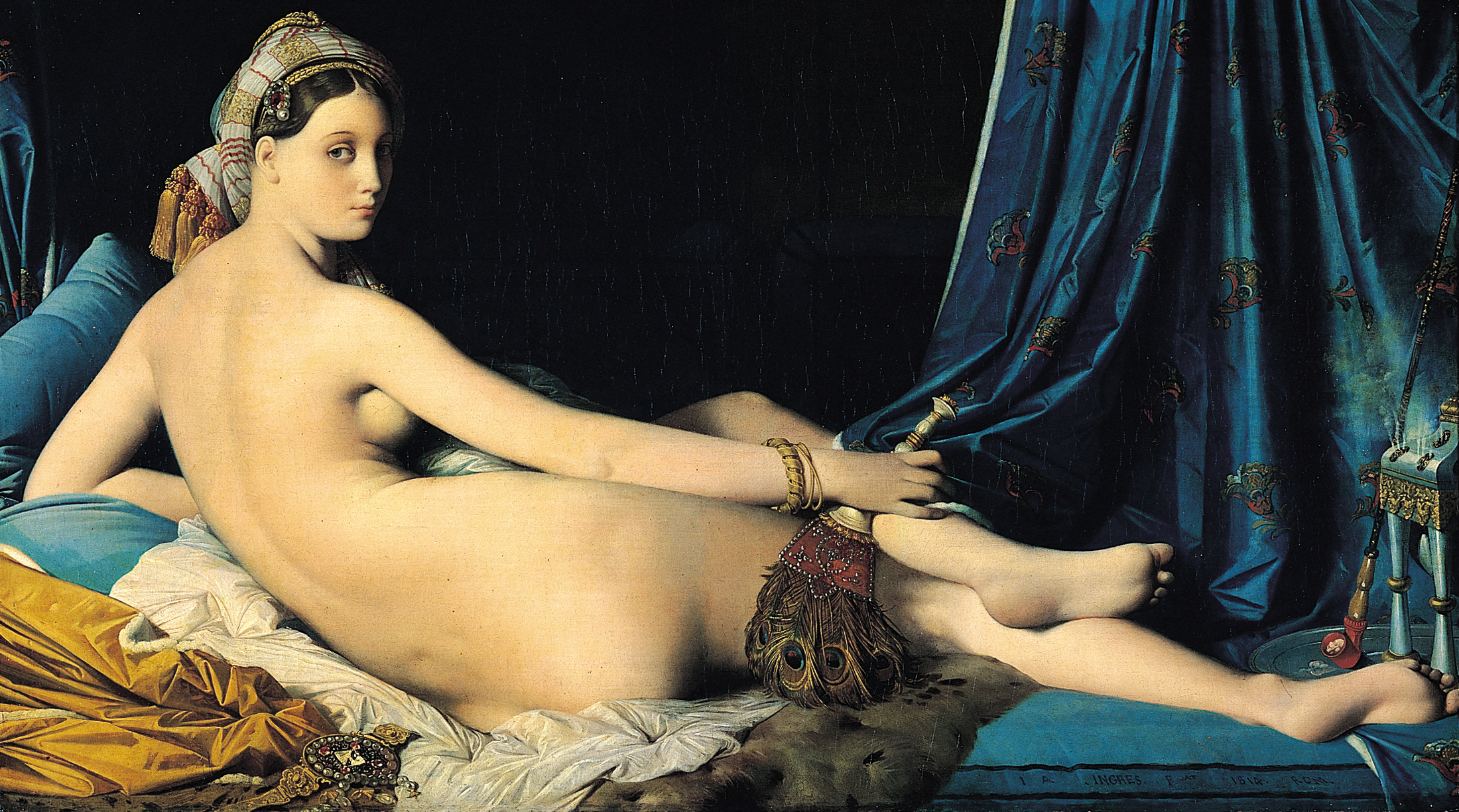